# 安斎レオ
安斎 レオ（あんざいれお、1961年8月14日 - ）は大阪府豊中市出身の玩具プロデューサーである。（出典1）京都嵯峨芸術大学客員教授（2013年より）株式会社A-TOYS取締役、株式会社エフトイズ・コンフェクトの社外取締役を務める。担当はコミックアート分野、講義キャラクターコンテンツ論とプレゼンテーション論、実習フィギュア制作担当。2014年からよしもとクリエイティブ・エージェンシー所属。（出典6）
安齋レオとの表記される場合もあるが同一人物である。

## 経歴
1990年、カネボウ系列の（株）ジャパンデザインサービスを退社し、フリーランスの編集者になる。『月刊ホビージャパン』のコラムを担当したことからライターとしても活動する。スポーンなどが流行ったアクションフィギュアブーム時には、ホビー誌各誌に連載、記事を執筆。独自の切り口で米国のフィギュア事情を紹介した。1996年から大阪のホビーショップ、リバティプラネットの商品開発を行うようになり、玩具開発へと活動の場を広げる。
1992年より自身のブランド「A-toys」を設立。安斎の手がける商品には必ず印字される。登録商標である。
2001年に発売された20世紀漫画家コレクションにもこのA-toysは印字され、広く知られるようになった。
また海洋堂の主催するワンダーフェスティバルにもこのA-toysで参加、玩具菓子の限定商品、ガレージキットなどを販売した。

## 年表
- 1961年 大阪生まれ
- 1983年 嵯峨美術短期大学生活デザイングループ卒業
- 1984年 カネボウグループ（株）ジャパンデザインサービス入社
- 1990年 （株）ジャパンデザインサービスを退社。フリーランスの編集者となる。
- 1992年 毎日放送、朝日放送の番組ロゴ、デザインを担当。
「クイズ!紳助くん」（朝日放送）のロゴは放送終了まで使用された。
大阪心斎橋・Message Galleryにて初個展「Reo Anzai 作品展」開催
- 1994年 A-toysブランドを設立。デザイン、著述を担当。
- 1997年（株）ワールドフォトプレス刊「フィギュア王」にて漫画（原作）連載開始。
コラムと漫画で4ページ担当。同「monoマガジン」に海外玩具情報を取材著述。
- 1998年 （株）フットワーク出版より「アクションフィギュア魂」刊行
- 1999年 （株）フルタ製菓の商品開発を担当する。
- 2001年 玩具菓子ブランド20世紀漫画家コレクション設立。
第1弾「永井豪の世界」第2弾「横山光輝の世界」第3弾「松本零士の世界」をプロデュース。
（株）フルタ製菓の役員だった古田豊彦とともに株式会社エフトイズ・コンフェクトを設立。社外取締役就任。
- 2003年 株式会社ハピネットから玩具菓子ブランド「figuax」「昭和情景博物館」設立
- 2006年 映画『兜王ビートル』プロデューサー。主演は中川翔子、斎藤工。販売元：avex trax
- 2006年 個展「玩具プロデューサー 『安斎レオ』フィギュア展」/京都嵯峨芸術大学附属博物館
- 2007年 株式会社ハピネットと共同で「Real art works」シリーズを設立。
- 2008年 個展「安斎レオ・フィギュア作品展」/豊中市立市民ギャラリー（大阪）
大阪・うめだ阪急百貨店「夏休みフィギュア博覧会」プロデュース
- 2009年 株式会社A-TOYS設立。「Sculptor’s Art Works」シリーズを設立。
デアゴスティーニ・ジャパン、石森プロ、東映と共同で商品開発
「新谷かおる・河井リツ子、安齋レオ三人展」/豊中市立市民ギャラリー（大阪）・京都嵯峨芸術大学附属ギャラリー「アートスペース嵯峨」
大阪・心斎橋「BIG STEP」内に西村軍団オフィシャルSHOP開店
- 2010年 株式会社ADKと共に「クールジャパンプロジェクト」に参加。
同年より地下アイドル発掘イベント「10minutes」の審査員となる。
- 2011年 京都嵯峨芸術大学非常勤講師。「キャラクターコンテンツ論」「プレゼンテーション法」担当。また同年開催された10minutes映画祭にて安斎の監督した短編映画「クラッシャーアサミ」がグランプリを授賞[1]。第2回日本お笑いグランプリにて審査員を務める。
- 2012年 京都嵯峨芸術大学にて「フィギュア制作」講座を開設。
- 2013年4月、京都嵯峨芸術大学 客員教授就任。コミックアート分野の担当。
社団法人大阪国際見本市委員会・テレビ大阪主催「MONSTER VIVA!!」。
VIVA MANIA!ゾーン・プロデュース 。5月3日〜6日
- 造形作家主導のキャラクターフィギュアとして注目を集める。（出典3）

2013年　原作＆プロデュースした劇場版映画「燃える仏像人間」（監督：宇治茶）が第17回文化庁メディア芸術祭エンターテインメント部門にて文部科学大臣賞優勝賞を受賞した。（出典2）

## 食玩
1999年に発売されたチョコエッグ（フルタ製菓/海洋堂）の記事を執筆したことから、フルタ製菓の商品開発を担当。当時海洋堂が扱わないキャラクター分野を担当することになる。彼のプロデュース第一弾「20世紀漫画家コレクション/永井豪の世界」は、200万個以上を売り上げ、以後の食玩ブームの起爆剤となった。2001年にフルタ製菓で起こった社長交代に関するお家騒動では、当時開発担当だった古田豊彦とフルタ製菓を離脱。株式会社エフトイズコンフェクトを設立した。フルタ製菓時代のブランド「20世紀漫画家コレクション」が使用出来ないことから、新ブランド「figuax」を登録。後に「レトロックス」等のブランドも管理する。（出典4）

## 等身大フィギュア
フィギュアの認知度が高まりファンや販売店から等身大フィギュアのニーズが高まった。1996〜2000頃。安斎も等身大フィギュアの開発に乗り出して造形家・三枝徹に協力を要請。宇宙戦艦ヤマトの「森雪」を商品化した。黄色いスーツの他に完結編版の白色も制作。生産数も100個程度だが完売している。また（株）ウイクルエイティエスの依頼により等身大のフィギュアを開発。「鉄人28号」「マジンガーZ」「グレートマジンガー」などを発売する。
またエフトイズ・コンフェクト時代には、リバティプラネットの要請でドカベンの「山田太郎」を等身大フィギュアにしている。展示会など話題になるも商売としては苦戦したらしい。
同じくエフトイズ時代にトランスフォーマーのコンボイを150センチのフィギュアとして完成させた。デザインは造形家・大嶋優木、造形は三枝徹というハイレヴェルな作品となったが、当時の販売代理店、株式会社レッズが倒産したため企画は頓挫。原型はまだ保管されているが日の目をみない。（出典4）

## その他
- 大学時代の同級生に歌手のアリスセイラー、後輩に漫画家の河井リツ子、児童文学作家の令丈ヒロ子がいる。
- 2007年から作家、月刊：中沢健を弟子として可愛がっている。
- 2006年「徹子の部屋」35周年記念フィギュアの制作を担当。全国で開催された「徹子の部屋」展で販売された。
- 『小さき勇者たち〜ガメラ〜』、の前売りノベルティも担当、トト（ガメラ）のフィギュアに卵形カプセルを添付。ギャオス、ギロン、ジグラが出るという案で採用される。
- 女優の安西郷子とは親族。
- 叔父が毎日放送・映画製作部に在籍。『仮面ライダー』や『ジャンボーグA』、『仮面ライダーBLACK』などを担当。
- ワールドフォトプレス刊「フィギュア王」は創刊からのメンバー。現在もスカルプターアートワークスを連載中。
- 河崎実の紹介で映画監督の実相寺昭雄と親交がある。実相寺は彼の食玩・昭和情景博物館で企画監修、解説文を執筆。実相寺昭雄の監督した『姑獲鳥の夏』に安斎はエキストラとして出演している。（クレジットあり）また実相寺怪獣シリーズとして薙羅、ジャミラ、メトロン星人(『ウルトラセブン』第8話「呪われた街」と誤表記)、シーボーズ（発売 / リバティプラネット）を企画、販売された。
- 2006年、京都嵯峨芸術大学、附属博物館において「安斎レオ・フィギュア展」開催。
- 2007年頃より、UFOキャッチャーの景品のプロデュース等も行っている。これまでにプロデュースした商品に鉄人28号や魔法使いサリーの原作イラストを使用したクッションや西村軍団、中沢健の怪獣図鑑キャラクターのぬいぐるみ等があり、広い層に受け入れられる必要性を意識しつつも安斎らしいマニアックな視点も併せ持ったラインナップとなっている。
- 2012年、大阪瞳、ジャン＝ポール高橋とバンドを結成した。バンド名「大阪瞳とGo!Go!JR」TVアニメ「もえぶつ」の主題歌を歌う。
- 2014年度からよしもと発めっちゃオモロいアイドルつぼみの後方支援スタッフに加わり、オカノアキラ、ジャン＝ポール高橋らと共に積極的に活動している。

## 主なプロデュース作品

### フィギュア
- 黄金バット・レトロソフビドール
- 1メートルサイズ・宇宙戦艦ヤマト（原型 / ステルス田中雷）
- 30センチ・コスモゼロ（原型 / ステルス田中雷）
- エレガントソフビドール / 森雪（原型 / 三枝徹）
- エレガントソフビドール / 雪子姫（原型 / 三枝徹）

### 食玩
- 20世紀漫画家コレクション/永井豪の世界（原型:三枝徹）
- 20世紀漫画家コレクション/横山光輝の世界（原型:足立和博）
- 20世紀漫画家コレクション/松本零士の世界（原型:安藤賢司、等）
- フィギュアックス / 江口寿史（原型:寒河江弘）
- フィギュアックス / 横山光輝（足立和博、林浩巳、安居智博）
- フィギュアックス・ゲームブロック・永井豪（原型:安藤賢司、等）
- デビルマンアートコレクション（原型:安藤賢司、寒河江弘、三枝徹、竹谷隆之、安倍匠、福元徳宝）
- 昭和情景博物館・都電の風景（原型:市原俊成）
- 昭和情景博物館・金魚鉢の光（原型:市原俊成）
- 超時空要塞マクロス・バルキリー・コレクション（彩色:三枝徹）

その他多数。

### プロップレプリカ
- 特撮大好きシリーズ「オキシジェンデストロイヤー」（原型：田中雷）
- 特撮大好きシリーズ「海底軍艦」2メートルサイズ（原型：田中雷）

### 映像作品
- 兜王ビートル（プロデューサー）主演：中川翔子、斎藤工 主題歌：サイキックラバー
- 燃える仏像人間（プロデューサー）2013年公開 主演：井口裕香

## 出演
- 岡田斗司夫のプチクリ学園（MONDO21）
- 大阪ほんわかテレビ（読売テレビ）
- 開運!なんでも鑑定団（テレビ東京）
- 雑学王（テレビ朝日）
- TVチャンピオン（テレビ東京）

## 著書
- 宇宙戦艦ヤマト伝説（フットワーク出版）
- 変形合体ロボット魂（フットワーク出版）
- アクションフィギュア魂（フットワーク出版）
- スタートレックへの誘い（ジャパンミックス）